# Уряд Йоргоса Папандреу

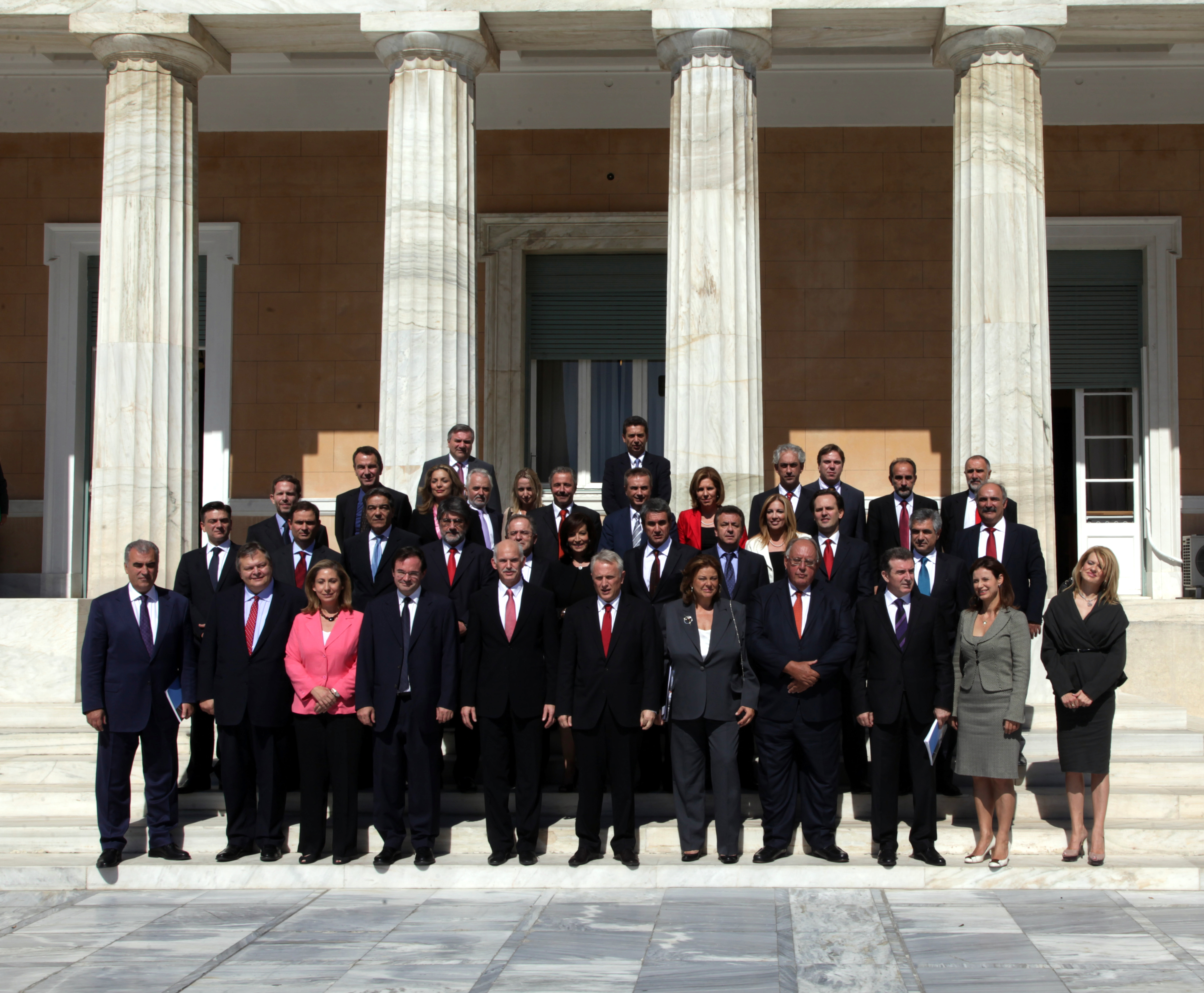
Кабінет Йоргоса Папандреу одразу після формування 7 жовтня 2009 року

Уряд Йоргоса Папандреу був сформований 7 жовтня 2009 року після проведення дострокових парламентських виборів 4 жовтня 2009 року, прем'єр-міністром Греції став лідер партії-переможця ПАСОК Йоргос Папандреу.

## Кабінет від 7 жовтня 2009 року
Кабінет став меншим за попередній за рахунок наступних змін у регламенті:
- прем'єр-міністр Йоргос Папандреу одночасно обійняв посаду Міністра закордонних справ Греції;
- ліквідовані Міністерство у справах Македонії і Фракії, а також Міністерство торгового флоту та острівної політики;
- міністерство транспорту і зв'язку об'єднано із сектором громадських робіт у складі Міністерства охорони навколишнього середовища, землеустрою і громадських робіт; втім із останнього виокремилось Міністерство у справах охорони навколишнього середовища, енергетики та змін клімату.
- усі силові структури (Грецька поліція, Грецька берегова охорона, пожежна служба) об'єднані під початком Міністерства громадського порядку.
- об'єднано Міністерства культури і Міністерство туризму у єдине Міністерство культури і туризму.

| Міністерство                                                                                     | Чинний міністр           | Початок повноважень |
| ------------------------------------------------------------------------------------------------ | ------------------------ | ------------------- |
| Прем'єр-міністр                                                                                  | Йоргос Папандреу         | 6 жовтня 2009       |
| Віце-прем'єр-міністр                                                                             | Теодорос Пангалос        | 7 жовтня 2009       |
| Міністр внутрішніх справ, децентралізації та електронного управління                             | Янніс Рагусіс            | 7 жовтня 2009       |
| Міністр фінансів                                                                                 | Гіоргос Папаконстантіну  | 7 жовтня 2009       |
| Міністр закордонних справ                                                                        | Йоргос Папандреу         | 7 жовтня 2009       |
| Міністр національної оборони                                                                     | Евангелос Венізелос      | 7 жовтня 2009       |
| Міністр економіки, конкурентоспроможності і торгового флоту                                      | Лука Кацелі              | 7 жовтня 2009       |
| Міністр охорони навколишнього середовища, енергетики та змін клімату                             | Тіна Бірбілі             | 7 жовтня 2009       |
| Міністр у справах освіти та релігії                                                              | Анна Діамантопулу        | 7 жовтня 2009       |
| Міністр інфраструктури, транспорту та мережі                                                     | Дімітріос Реппас         | 7 жовтня 2009       |
| Міністр у справах зайнятості і соціального забезпечення                                          | Андреас Ловердос         | 7 жовтня 2009       |
| Міністр охорони здоров'я та соціальної солідарності (медичного забезпечення незаможних громадян) | Маріліза Ксенояннакопулу | 7 жовтня 2009       |
| Міністр з розвитку сільських районів і продовольства                                             | Екатеріні Бадзелі        | 7 жовтня 2009       |
| Міністр юстиції, прозорості і прав людини                                                        | Харіс Кастанідіс         | 7 жовтня 2009       |
| Міністр із захисту громадян                                                                      | Міхаліс Хрисохоїдіс      | 7 жовтня 2009       |
| Міністр культури і туризму                                                                       | Павлос Геруланос         | 7 жовтня 2009       |
| Державний міністр при прем'єр-міністрі                                                           | Харіс Памбукіс           | 7 жовтня 2009       |
| Заступник міністра закордонних справ                                                             | Дімітріс Друцас          | 7 жовтня 2009       |
| Заступника міністра національної оборони                                                         | Панайотіс Беглітіс       | 7 жовтня 2009       |

## Кабінет від 7 вересня 2010 року
7 вересня 2010 року Йоргос Папандреу здійснив масштабні перестановки в уряд країни. Того ж дня новий уряд привів до присяги голова синоду Елладської православної церкви архієпископ Ієронім II у присутності президента країни Каролоса Папульяса та прем'єр-міністра Йоргоса Папандреу. Склад уряду розширено з 36 до 48 осіб, 17 з яких обіймають посади міністрів. Розширення складу уряду відбулося за рахунок введення нових посад заступників міністра. Нові призначення:
- міністром економіки і конкуренції Греції став Міхаліс Хрисохоїдіс, попередньо очолював міністерство громадського порядку.
- Лука Кацелі, колишній міністр економіки, призначена міністром праці. Попередник Кацелі на цій посаді Андреас Ловердос став міністром охорони здоров'я.
- міністром громадського порядку призначений Христос Папуціс.
- Йоргос Папандреу склав повноваження міністра закордонних справ, призначено Дімітріса Друцаса.

Структурні зміни:
- знову утворено міністерство торгового флоту[4].

| Міністерство                                                                                     | Чинний міністр          | Початок повноважень |
| ------------------------------------------------------------------------------------------------ | ----------------------- | ------------------- |
| Прем'єр-міністр                                                                                  | Йоргос Папандреу        | 6 жовтня 2009       |
| Віце-прем'єр-міністр                                                                             | Теодорос Пангалос       | 7 жовтня 2009       |
| Міністр внутрішніх справ, децентралізації та електронного управління                             | Янніс Рагусіс           | 7 жовтня 2009       |
| Міністр фінансів                                                                                 | Гіоргос Папаконстантіну | 7 жовтня 2009       |
| Міністр закордонних справ                                                                        | Дімітріс Друцас         | 7 вересня 2010      |
| Міністр національної оборони                                                                     | Евангелос Венізелос     | 7 жовтня 2009       |
| Міністр економіки і конкурентоспроможності                                                       | Міхаліс Хрисохоїдіс     | 7 вересня 2010      |
| Міністр торгового флоту та острівної політики                                                    | Янніс Діамантідіс       | 7 вересня 2010      |
| Міністр охорони навколишнього середовища, енергетики та змін клімату                             | Тіна Бірбілі            | 7 жовтня 2009       |
| Міністр у справах освіти та релігії                                                              | Анна Діамантопулу       | 7 жовтня 2009       |
| Міністр інфраструктури, транспорту та мережі                                                     | Дімітріос Реппас        | 7 жовтня 2009       |
| Міністр праці і соціального захисту                                                              | Лука Кацелі             | 7 вересня 2010      |
| Міністр охорони здоров'я та соціальної солідарності (медичного забезпечення незаможних громадян) | Андреас Ловердос        | 7 вересня 2010      |
| Міністр з розвитку сільських районів і продовольства                                             | Костас Скандалідіс      | 7 вересня 2010      |
| Міністр юстиції, прозорості і прав людини                                                        | Харіс Кастанідіс        | 7 жовтня 2009       |
| Міністр із захисту громадян                                                                      | Христос Папуціс         | 7 вересня 2010      |
| Міністр культури і туризму                                                                       | Павлос Геруланос        | 7 жовтня 2009       |
| Державний міністр при прем'єр-міністрі                                                           | Харіс Памбукіс          | 7 жовтня 2009       |
| Представник прем'єр-міністра та речник уряду                                                     | Йоргос Петалотіс        | 7 вересня 2010      |

## Кабінет від 17 червня 2011 року
15 червня 2011 року Йоргос Папандреу оголосив про намір здійснити чергові кадрові перестановки в уряді, зважаючи на тотальне невдоволення народу діями уряду, які призвели до масових протестів. Новий склад Кабінету міністрів був оголошений 17 червня та здобув підтримку в Грецькому парламенті 21 червня 2011 року.
| Міністерство                                                                                     | Чинний міністр          | Початок повноважень |
| ------------------------------------------------------------------------------------------------ | ----------------------- | ------------------- |
| Прем'єр-міністр                                                                                  | Йоргос Папандреу        | 6 жовтня 2009       |
| Віце-прем'єр-міністр                                                                             | Теодорос Пангалос       | 7 жовтня 2009       |
| Віце-прем'єр-міністр та Міністр фінансів                                                         | Евангелос Венізелос     | 17 червня 2011      |
| Міністр внутрішніх справ, децентралізації та електронного управління                             | Харіс Кастанідіс        | 17 червня 2011      |
| Міністр адміністративної реформи та електронного управління                                      | Дімітріос Реппас        | 17 червня 2011      |
| Міністр закордонних справ                                                                        | Ставрос Ламбрінідіс     | 17 червня 2011      |
| Міністр національної оборони                                                                     | Панайотіс Беглітіс      | 17 червня 2011      |
| Міністр економіки і конкурентоспроможності                                                       | Міхаліс Хрисохоїдіс     | 7 вересня 2010      |
| Міністр охорони навколишнього середовища, енергетики та змін клімату                             | Гіоргос Папаконстантіну | 17 червня 2011      |
| Міністр у справах освіти та релігії                                                              | Анна Діамантопулу       | 7 жовтня 2009       |
| Міністр інфраструктури, транспорту та мереж                                                      | Янніс Рагусіс           | 17 червня 2011      |
| Міністр праці і соціального захисту                                                              | Йоргос Кутруманіс       | 17 червня 2011      |
| Міністр охорони здоров'я та соціальної солідарності (медичного забезпечення незаможних громадян) | Андреас Ловердос        | 7 вересня 2010      |
| Міністр з розвитку сільських районів і продовольства                                             | Костас Скандалідіс      | 7 вересня 2010      |
| Міністр юстиції, прозорості і прав людини                                                        | Мільтіадіс Папаіоанну   | 17 червня 2011      |
| Міністр із захисту громадян                                                                      | Христос Папуціс         | 7 вересня 2010      |
| Міністр культури і туризму                                                                       | Павлос Геруланос        | 7 жовтня 2009       |
| Державний міністр при прем'єр-міністрі та речник уряду                                           | Іліас Мосіалос          | 17 червня 2011      |

Урядовий комітет
Крім того заснований Урядовий комітет (грец. Κυβερνητική Επιτροπή), до складу якого увійшли очільники провідних міністерств:
- Дімітріс Реппас
- Харіс Кастанідіс
- Евангелос Венізелос
- Міхаліс Хрисохоїдіс
- Йоргос Папаконстантіну
- Анна Діамантопулу
- Янніс Рагусіс
- Андреас Ловердос
- Костас Скандалідіс
- Христос Папуціс